# La hantise
La hantise er en fransk stumfilm fra 1912 af Louis Feuillade.

## Medvirkende
- Renée Carl som Mme Trévoux
- René Navarre som Jean Trévoux
- Miss Édith
- Henri Jullien
- Le Petit Mathieu som Le fils Trévoux